# Proyecto de Armas Especiales para las Fuerzas Armadas
El Proyecto de Armas Especiales para las Fuerzas Armadas, Armed Forces Special Weapons Project o AFSWP (por sus siglas  en inglés)  fue una agencia militar estadounidense responsable por aquellos aspectos de las armas nucleares restantes en poder militar después de que el Proyecto Manhattan fuera sucedido por la Comisión de Energía Atómica el 1 de enero de 1947. Estas responsabilidades incluían el mantenimiento, almacenamiento, supervisión, seguridad y manejo de armas nuclear y el apoyo de pruebas nucleares. La AFSWP fue una organización conjunta, integrada por las tres armas, con un jefe apoyado por dos adjuntos de las otras dos ramas. El general Leslie R. Groves, ex director del Proyecto Manhattan, fue su primer jefe.
Las primeras armas nucleares eran grandes y complejas, por lo que eran almacenadas como componentes más que como dispositivos completos y requerían conocimiento experto para ser armadas; sin embargo, la corta vida de sus baterías de plomo y ácido y de los iniciadores modulados de neutrones, así como la cantidad de calor generada por los núcleos fisionales, impedía que fueran almacenadas armadas. Igualmente, las grandes cantidades de explosivo convencional en cada arma demandaba que fueran manejadas con especial cuidado. Groves eligió a un equipo de élite de oficiales del ejército regular, quienes habían sido entrenadas en el montaje y manejo de estas armas. A su vez, ellos capacitaron a los soldados enrolados y, luego los equipos del Ejército entrenaron a equipos de la Armada y de la Fuerza Aérea.
A medida que avanzó el desarrollo de armas nucleares, estas fueron producidas en masa, más ligeras, pequeñas y fáciles de almacenar, manejar y mantener, con menor necesidad de ensamblaje. Progresivamente, la AFSWP cambió su énfasis de entrenar equipos de ensamblaje y se involucró más en la gestión del arsenal y en proveer apoyo administrativo, técnico y logístico. Asimismo, colaboró con la realización de pruebas nucleares, aunque después de la Operación Sandstone en 1948, se centró más en la planificación y capacitación que en un rol sobre el terreno. En 1958, la AFSWP se convirtió en la Defense Atomic Support Agency (DASA), una agencia de campo del Departamento de Defensa de Estados Unidos.